# 河田悠希
河田 悠希（かわた ゆうき、1997年6月16日 - ）は、広島県出身の男性アーチェリー選手。2020年東京オリンピックアーチェリー男子団体銅メダリスト。エディオン所属。

## 経歴
2014年、広島県立佐伯高等学校在学中（2年生）に全日本選手権に出場して最年少優勝。2015年も全日本選手権で優勝を果たした。日本体育大学に進学。
2017年、アジア選手権で2位。
2018年、世界室内選手権（18メートル）で600点中598点の室内日本記録を出した。
2020年東京オリンピックではアーチェリー男子団体に武藤弘樹、古川高晴とともに出場し、3位決定戦でオランダに勝ち、男子団体で日本初の表彰台となる銅メダルを獲得した。アーチェリー男子個人では2-6で初戦敗退となった。